# Виборчий округ 145
Виборчий округ 145 — виборчий округ в Полтавській області. В сучасному вигляді був утворений 28 квітня 2012 постановою ЦВК №82 (до цього моменту існувала інша система виборчих округів). Окружна виборча комісія цього округу розташовується в приміщенні Київської районної в місті Полтаві ради за адресою м. Полтава, вул. Решетилівська, 1/2.
До складу округу входять Київський район міста Полтава, а також Котелевський і Полтавський райони. Виборчий округ 145 межує з округом 147 на заході і на північному заході, з округом 162 на півночі, з округом 180 на північному сході, з округом 149 на сході, на південному сході і на півдні та має всередині округ 144 у вигляді ексклаву. Виборчий округ №145 складається з виборчих дільниць під номерами 530354-530369, 530371-530378, 530724-530779, 531138-531187, 531276 та 531278.

## Народні депутати від округу
| Ім'я                        | Фото | Партія       | Скликання | Дата набуття повноважень | Дата припинення повноважень |
| --------------------------- | ---- | ------------ | --------- | ------------------------ | --------------------------- |
| Бублик Юрій Васильович      |      | Свобода      | 7-ме      | 12 грудня 2012           | 27 листопада 2014           |
| Бублик Юрій Васильович      |      | Свобода      | 8-ме      | 27 листопада 2014        | 29 серпня 2019              |
| Боблях Андрій Ростиславович |      | Слуга народу | 9-те      | 29 серпня 2019           |                             |

## Результати виборів

### Парламентські

#### 2019
Кандидати-мажоритарники:
- Боблях Андрій Ростиславович (Слуга народу)
- Бублик Юрій Васильович (самовисування)
- Гриценко Володимир Петрович (Опозиційна платформа — За життя)
- Петровець Олег Федорович (самовисування)
- Горжій Ігор Григорович (Батьківщина)
- Ніколаєнко Євген Анатолійович (Європейська Солідарність)
- Ковальчук Василь Григорович (Сила і честь)
- Іващенко Сергій Васильович (Аграрна партія України)
- Ворона Петро Васильович (самовисування)
- Контарчук Владислав Ігорович (Свобода)
- Головко Валерій Анатолійович (самовисування)
- Разнов Володимир Олександрович (самовисування)
- Пильник Владислав Володимирович (самовисування)
- Горбенко Ігор Миколайович (Опозиційний блок)
- Гультай Іван Іванович (самовисування)
- Донченко Тетяна Григорівна (самовисування)
- Стегній Роман Миколайович (самовисування)
- Підгорний Віктор Васильович (самовисування)

#### 2014
Кандидати-мажоритарники:
- Бублик Юрій Васильович (Свобода)
- Корост Тетяна Михайлівна (самовисування)
- Матковський Андрій Всеволодович (самовисування)
- Балабан Микола Петрович (Народний фронт)
- Фалтинський Антон Антонович (Самопоміч)
- Ковальчук Василь Григорович (самовисування)
- Клочков Сергій Іванович (Батьківщина)
- Анучін Юрій Володимирович (Радикальна партія)
- Клименко Сергій Євгенович (самовисування)
- Макаренко В'ячеслав Володимирович (Опозиційний блок)
- Ковжога Олександр Іванович (Сильна Україна)
- Антонюк Сергій Іванович (Українська народна партія)
- Тальський Дмитро Володимирович (Заступ)
- Іщенко Роман Прокопович (самовисування)
- Нечитайло Віталій Дмитрович (самовисування)

#### 2012
Кандидати-мажоритарники:
- Бублик Юрій Васильович (Свобода)
- Макар Володимир Романович (самовисування)
- Лозовський Борис Євгенович (УДАР)
- Георгієвський Андрій Вячеславович (Комуністична партія України)
- Русін Олександр Миколайович (Україна — Вперед!)
- Боровик Костянтин Олексійович (Народна партія)
- Дербеньов Олександр Володимирович (Соціалістична партія України)
- Боярський Юрій Миколайович (самовисування)
- Сердюк Віктор Анатолійович (самовисування)
- Романюк Петро Васильович (самовисування)
- Філенко Леонід Олександрович (Нова політика)
- Савченко Сергій Сергійович (Українська народна партія)

## Явка
Явка виборців на окрузі: